# Ascochilus emarginatus
Ascochilus emarginatus är en orkidéart som först beskrevs av Carl Ludwig von Blume, och fick sitt nu gällande namn av André Schuiteman. Ascochilus emarginatus ingår i släktet Ascochilus och familjen orkidéer. Inga underarter finns listade i Catalogue of Life.